# Tetragoneura chilena
Tetragoneura chilena är en tvåvingeart som beskrevs av Duret 1976. Tetragoneura chilena ingår i släktet Tetragoneura och familjen svampmyggor. Inga underarter finns listade i Catalogue of Life.